# Fagonia gypsophila
Fagonia gypsophila là một loài thực vật có hoa trong họ Zygophyllaceae. Loài này được Beier & Thulin mô tả khoa học đầu tiên năm 2001.